# 森幹生
森 幹生（もり みきお）は、日本のドルビーフィルムコンサルタント。コンチネンタルファーイースト所属。
コンチネンタルファーイーストは、ドルビー研究所の技術による日本国内での映画音声協力を手がける企業である。

## 作品
出典は日本映画データベース。

### 映画
- 連合艦隊（1981年）
- 戦場のメリークリスマス（1983年）
- 南極物語（1983年）
- さよならジュピター（1984年）
- 子猫物語（1986年）
- 極道の妻たちII（1987年）
- 首都高速トライアル（1988年）
- 夢（1990年）
- 喜多郎の十五少女漂流記（1992年）
- ソナチネ（1993年）
- 月はどっちに出ている（1993年）
- RAMPO（1994年）
- 平成無責任一家 東京デラックス（1995年）
- みんな〜やってるか!（1995年）
- 超力戦隊オーレンジャー（1995年）
- マークスの山（1995年）
- キッズ・リターン（1996年）
- リング（1998年）
- HANA-BI（1998年）
- 6月19日の花嫁（1998年）
- ガメラ3 邪神覚醒（1999年）
- お受験（1999年）
- ピンチランナー（2000年）
- ジュブナイル（2000年）
- 真夜中まで（2001年）
- Go!（2001年）
- ピストルオペラ（2001年）
- トリック劇場版（2002年）
- 青の炎（2003年）
- 鏡の女たち（2003年）
- 劇場版 仮面ライダー555 パラダイス・ロスト（2003年）
- 死に花（2004年）
- 隠し剣 鬼の爪（2004年）

### 劇場アニメ
- SPACE ADVENTURE コブラ（1982年）
- FUTURE WAR 198X年（1982年）
- SF新世紀レンズマン（1984年）
- ルパン三世 くたばれ!ノストラダムス（1995年）
- GHOST IN THE SHELL / 攻殻機動隊（1995年）
- ルパン三世 DEAD OR ALIVE（1996年）
- ホーホケキョ となりの山田くん（1999年）
- メトロポリス（2001年）
- 千と千尋の神隠し（2001年）
- ギブリーズ episode2（2002年）
- 猫の恩返し（2002年）
- ハウルの動く城（2004年）
- 映画ドラえもん のび太の恐竜2006（2006年）